# Halina Machulska
Halina Zofia Machulska (ur. 2 marca 1929 w Łodzi) – polska aktorka teatralna, filmowa i telewizyjna, reżyserka teatralna. Wdowa po aktorze Janie Machulskim i matka reżysera Juliusza Machulskiego.

## Wykształcenie
1954 – Wyższa Szkoła Pedagogiczna w Łodzi, filologia polska, magister. 1971 – studia na Wydziale Reżyserskim Państwowej Wyższej Szkoły Teatralnej w Warszawie, magister. 1960 – tytuł aktorski przyznany przez Komisję Egzaminów Eksternistycznych ZASP, 1976 – Studium dramy w Wielkiej Brytanii.

## Życiorys
1955 nauczycielka języka polskiego w LO w Olsztynie, 3 listopada 1955 zadebiutowała na deskach Teatru Ziemi Opolskiej w Opolu, rolą Hanki Dobrzańskiej w spektaklu Maturzyści Zdzisława Skowrońskiego w reż. Szymona Szurmieja. W latach 1956–1957 aktorka w Teatrze w Opolu, spikerka radiowa w Rozgłośni Opolskiej,
W latach 1958–1963 aktorka w Teatrze im. Juliusza Osterwy w Lublinie, 1961 współzałożycielka z mężem „Reduty 61” (prezentacje polskich sztuk współczesnych), 1963–1966 Teatr Nowy w Łodzi, aktorka, od 1967 Teatr Polski w Warszawie, aktorka,
W 1970 roku wspólnie z mężem Janem Machulskim założyła i prowadziła do 1996 roku Teatr Ochoty w Warszawie i Ognisko Teatralne dla młodzieży przy tymże Teatrze, przez które przeszło w młodości wielu znanych polskich aktorów.

## Drama w edukacji
1981 stypendium na kształcenie w dziedzinie dramy w Anglii u prof. Dorothy Heathcote, sfinansowane przez British Council, od 1981 prowadziła w ramach Teatru Ochoty zajęcia z dziedziny dramy, opracowała program szkoleniowy dla nauczycieli z edukacji teatralnej. Po 1996 roku po odejściu z Teatru Ochoty przez wszystkie lata prowadziła szkolenia metody dramy dla nauczycieli, pedagogów, instruktorów, warsztaty teatralne i dramowe, których organizatorem najczęściej był PO ASSITEJ. Wielokrotnie jako znawca dramy edukacyjnej zapraszana na wykłady, konferencje, szkolenia w całej Polsce, sprowadzała również do prowadzenia warsztatów w Polsce specjalistów dramy z Wielkiej Brytanii. W latach 1998–2001 udział w badaniach naukowych KBN prof. J. Trzebińskiego nad efektywnością dramy, 2004 międzynarodowa konferencja „Drama metodą edukacji XXI wieku”, zorganizowana przez PO ASSITEJ. Wykładowca na wydziałach pedagogicznych i 1995–2010 na zaocznym wydziale Wiedzy o Teatrze Akademii Teatralnej (przedmiot: drama).

## Polski Ośrodek Assitej
W 1981 powołana przez Janusza Warmińskiego założyła wraz z grupą innych twórców, zajmujących się profesjonalnie teatrem dla młodego widza, Polski Ośrodek Międzynarodowego Stowarzyszenia Teatrów dla Młodzieży Assitej, jeden z 76 narodowych ośrodków Assitej International na świecie (stowarzyszenie istnieje od 1965). Założycielka i dyrektor (od 1994 do 2006) Międzynarodowego Festiwalu Teatrów dla Dzieci i Młodzieży „Korczak” w Warszawie.
Po odejściu z Teatru Ochoty działalność edukacyjna Machulskich przeniesiona została całkowicie do Polskiego Ośrodka Assitej. W październiku 1999 roku przy PO Assitej została założona przez pp. Machulskich Szkoła Aktorska Haliny i Jana Machulskich dla dorosłych, początkowo dwuletnia, od 2002 trzyletnia policealna szkoła zawodowa, której Halina Machulska była dyrektorem i wykładowcą dramy aktorskiej. W 2002 roku wznowiono Ognisko Teatralne „U Machulskich”, do którego uczęszcza młodzież gimnazjalna i licealna.
W 2014 roku dzięki inicjatywie Haliny Machulskiej i wyborowi Polski przez delegatów 17. Światowego Kongresu Assitej w Kopenhadze w 2011, Warszawa stała się organizatorem i gospodarzem 18. Światowego Kongresu Assitej połączonego ze Specjalną Edycją Festiwalu Korczak.
W 2009 roku w 80 urodziny Haliny Machulskiej odbył się wielki Benefis w Teatrze Rampa, zjazd wychowanków. W 2014 – Benefis na 85 urodziny w Teatrze 6. Piętro podczas Światowego Kongresu Assitej.
Projekty pp. Machulskich skupia obecnie strona www.assitej.pl

## Wybrane prace reżyserskie
- Wszystko w ogrodzie – Edward Albee, Teatr im. Stefana Jaracza w Łodzi, 1970-06-24
- Montserrat – Emmanuel Robles, Teatr Ochoty w Warszawie, 1971-03-27
- Czarownice z Salem – Arthur Miller, Teatr Ochoty Warszawa, 1972-03-09
- Śmierć Gubernatora – Leon Kruczkowski, Teatr Ochoty Warszawa, 1972-11-04
- Romeo i Julia – William Szekspir, Teatr Ochoty Warszawa, 1973-03-26
- W pewnym sensie jestem Jacob – John Barth (reż. z Janem Machulskim), Teatr Ochoty Warszawa, 1975-02-22
- Diabelska góra – Károly Szakonyi, Teatr Ochoty Warszawa, 1977-06-18
- Sen nocy letniej – William Szekspir, Teatr Ochoty Warszawa, 1978-06-01
- Szalona Greta – Stanisław Grochowiak, Teatr Ochoty Warszawa, 1979-04-06
- Śluby panieńskie, czyli Magnetyzm serca – Aleksander Fredro, Teatr Polski Bydgoszcz, 1979-12-30
- Przygody Kubusia Puchatka – A.A. Milne, Teatr Ochoty Warszawa, 1980-12-13
- Toto – Ernest Bryll, Małgorzata Goraj, Teatr Ochoty Warszawa, 1983-05-07
- Król Lear – William Szekspir, Teatr Ochoty Warszawa, 1983-07-16
- Pali się – Wanda Chotomska, Teatr Ochoty Warszawa, 1984-12-15
- Stachura – szedłem prosto dalej – Edward Stachura, Teatr Ochoty Warszawa, 1985-09-25
- Ten trzeci – Eduard Hoornik, Teatr Ochoty Warszawa, 1986-03-05
- Porywacze marzeń – Robert Alexander, Teatr Ochoty Warszawa, 1987-03-25
- Sędziowie – Stanisław Wyspiański, Teatr Ochoty Warszawa, 1989-02-01
- Eksperyment Magdalena – Andrzej Maleszka, Teatr Ochoty Warszawa, 1989-05-05
- Emil i detektywi – Erich Kästner, Teatr Ochoty Warszawa, 1991-05-09
- Wszystko w ogrodzie – Edward Albee, Teatr Ochoty Warszawa, 1993-03-19
- Bankructwo małego Dżeka – Janusz Korczak, Teatr Ochoty Warszawa, 1994-06-08
- Rasmus i włóczęga – Astrid Lindgren, Teatr im. Adama Mickiewicza w Częstochowie, 1996-03-27

## Filmografia
- Wyspa złoczyńców (1965) – przewodniczka w muzeum
- Indeks. Życie i twórczość Józefa M. (1977) – matka Andrzeja
- Tajemnica Enigmy (serial telewizyjny) (1979) – celniczka w urzędzie pocztowym (odc. 1. Marsz w historię)
- Bezpośrednie połączenie (1979) – Irena Tietz, siostra Haliny
- Tylko Kaśka (serial telewizyjny) (1980) (odc. 6 Porwanie)
- Białe tango (serial telewizyjny) (1981) – matka Teresy (odc. 3. Klucz)
- Dolina Issy (1982) – Akulonisowa
- Kingsajz (1987) – matka Ewy
- Matki, żony i kochanki (serial telewizyjny) (1995, 1998) – Zofia Stokowa, była dyrektorka szkoły pielęgniarskiej
- Miodowe lata (serial telewizyjny) (2000) – Lasakowa (odc. 53. Obiecujący młody człowiek)
- Miasteczko (serial telewizyjny) (2000–2001) – babcia Ola, matka Wandy Tarnawskiej
- Superprodukcja (2003) – starsza pani na konferencji prasowej

## Odznaczenia i nagrody
- Krzyż Oficerski Orderu Odrodzenia Polski (3 maja 2003 za wybitne zasługi w twórczości teatralnej, za działalność dydaktyczną)[1]
- Krzyż Kawalerski Orderu Odrodzenia Polski (1988)
- Złoty Krzyż Zasługi
- Medal 30-lecia Polski Ludowej
- Medal 40-lecia Polski Ludowej
- Medal Komisji Edukacji Narodowej
- Odznaka „Zasłużony Działacz Kultury”
- Order Uśmiechu
- Odznaka Honorowa miasta Poznania
- „Syrenka Warszawska” (1980)
- Medal IV Wieki Stołeczności Warszawy (1996)
- Nagroda miasta Warszawy (wspólnie z mężem Janem Machulskim, 1985)
- Nagroda Towarzystwa Krzewienia Kultury Świeckiej za lata 1976–1977 (1978)
- Nagroda „Trybuny Ludu” (wspólnie z mężem Janem Machulskim) za osiągnięcia w kształtowaniu działalności Teatru Ochota – Ośrodka Kultury Teatralnej w środowiskach robotniczych i wśród młodzieży Warszawy (1980)